# Église Saint-Pierre d'Aurelle
L'église Saint-Pierre d'Aurelle est une église située en France sur la commune d'Aurelle-Verlac, dans le département de l'Aveyron en région Occitanie.
Elle fait l’objet d'une inscription au titre des monuments historiques depuis le 29 décembre 1978.

## Localisation
L'église est située sur la commune d'Aurelle-Verlac, dans le département français de l'Aveyron.

## Historique
L'édifice est inscrit au titre des monuments historiques en 1978.